# Govinadoddi, Manvi
Govinadoddi là một làng thuộc tehsil Manvi, huyện Raichur, bang Karnataka, Ấn Độ.